# Paolo Giammarco
Paolo Giammarco (Popoli, 26 ottobre 1921 – Pescara, 13 dicembre 2003) è stato un allenatore di calcio e calciatore italiano, di ruolo centrocampista.

## Carriera
Mediano, esordì nel Pescara nel campionato di Serie C 1939-1940; l'anno successivo fu girato in prestito al Molfetta. Rientrato in Abruzzo, fu posto in lista di trasferimento e passò al Bari; in seguito giocò in Serie A con le maglie ancora del Bari e del Vicenza. Nel 1944-1945 militò nel Novara, che giocò il Torneo Benefico Lombardo.

## Palmarès

### Giocatore

#### Competizioni nazionali
- Serie B: 1

Bari: 1941-1942

### Allenatore

#### Competizioni regionali
- Promozione: 1

Barletta: 1954-1955